# Productschap Wijn
Het Productschap Wijn was een Nederlands productschap dat zich richtte op wijn. Het productschap werd opgeheven per 1 januari 2015.
Het Productschap Wijn had als wettelijke taak het behartigen van het belang van de gehele wijnbranche en het belang van de Nederlandse samenleving. 
Onder de activiteiten van deze organisatie vielen onder andere:
- het stimuleren van het gebruik van de glasbak
- het praten over regelgeving in Den Haag en in Brussel
- overleggen met ministeries
- het doen of uitbesteden van onderzoek
- voorlichting over wijn, bijvoorbeeld via een website over wijn

Met ingang van 1 januari 2015 is het Productschap Wijn, net als alle andere product- en bedrijfschappen, opgeheven. Diverse werkzaamheden zijn overgedragen aan de Rijksdienst voor Ondernemend Nederland of aan brancheorganisaties. Verder worden activiteiten gestaakt.